# دائرة العزيزية
دائرة العزيزية إحدى دوائر ولاية المدية الجزائرية . عاصمتها هي العزيزية وتضم بلديات : 
- العزيزية
- مغراوة
- ميهوب